# Carpophage argenté
Ducula spilorrhoa
Espèce
Statut de conservation UICN

 LC  : Préoccupation mineure
Le Carpophage argenté (Ducula spilorrhoa) est une espèce de pigeons frugivores appartenant à la famille des Columbidae.

## Description

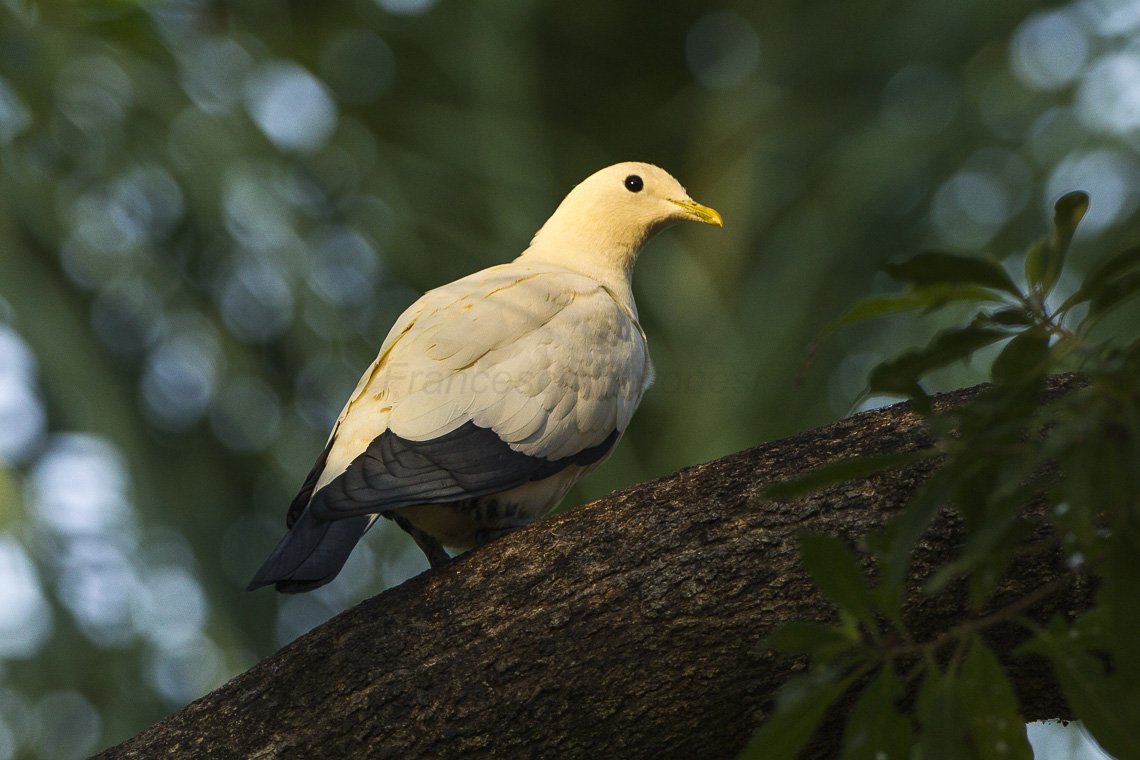
..au plumage jaune

C'est un grand pigeon trapu, mesurant 38 centimètres à 44 centimètres de longueur, et 45 cm d'envergure. Il est entièrement blanc crème ou jaune pâle, à l'exception des rémiges, une partie des rectrices et des taches sur les plumes sous-caudales noires. La tête peut être brune, souillée en mangeant des fruits.

### Vol
Le vol du pigeon est rapide et direct, avec les battements réguliers et de temps en temps des battements rapides d'ailes qui sont caractéristiques des pigeons en général.

### Reproduction
La parade en vol du mâle est une forte montée, une pause, une bascule vers l'avant suivie d'une glissade. La femelle construit un nid de branches dans un arbre, généralement un cocotier, et y pond un seul œuf blanc, qui éclot au bout de 26 à 28 jours. Les jeunes s'envolent à trois semaines. En Australie, ils se reproduisent entre août et janvier dans les mangroves, les vignes, les palmiers sur les îles off-shore, comme les îles Brook. Dans le nord-est du Queensland, ils migrent tous les jours en bandes des îles vers les forêts tropicales du continent pour manger des fruits, retournant vers les îles au crépuscule.

### Alimentation
Il s'agit d'un pigeon arboricole, se nourrissant presque exclusivement de fruits. Il peut avaler des fruits avec de très grosses graines, ces dernières étant régurgitées ou excrétées, selon la taille, après avoir retiré la pulpe.

### Cri
Les appels sont un profond mrrrooooo, roo-ca-hoo et up-ooooo.

## Répartition
Cet oiseau vit en Australie (nord-est de l'Australie-Occidentale, au nord du Territoire du Nord et le nord du Queensland, y compris les îles du détroit de Torres), Nouvelle-Guinée, îles Aru, îles de la baie Geelvink, îles d'Entrecasteaux et archipel des Louisiades. Il est également considéré comme vagabond en Nouvelle-Galles du Sud. Pour ce que l'on sait, la plupart des populations sont résidentes ou seulement participent à de petits mouvements locaux, mais la population du Queensland migre vers la Nouvelle-Guinée en février-avril et revient en juillet-août.

## Habitat
On le trouve dans les forêts, bois, savanes, mangroves et broussailles.